# Всеукраїнська надзвичайна комісія з ліквідації неписьменності
Всеукраїнська надзвичайна комісія з ліквідації неписьменності (ВУНКЛН, «ВСЕУКРГРАМЧЕКА») — спеціальний орган, створений при Наркомосі УСРР, що здійснював державне керівництво роботою з ліквідації неписьменності. Заснована за постановою Раднаркому УСРР від 21 травня 1921 і спочатку складалася з 5 осіб. При ВУНКЛНі створено постійну нараду з представників ЦК КП(б)У, жіночого відділу ЦК комсомолу і Південного бюро Всесоюзної центральної ради профспілок (ВЦРПС). Очолив комісію голова ВУЦВК Г.Петровський. Існувала 9 років. При всіх місцевих відділеннях народної освіти були створені місцеві надзвичайні комісії для боротьби із неписьменністю. До сфери діяльності ВУНКЛНу входило керівництво всією роботою з ліквідації неписьменності і малописьменності на території УСРР; створення мережі лікнепів (установи з ліквідації неписьменності) і шкіл для малописьменних; керівництво підготовкою і перепідготовкою працівників, що займалися ліквідацією неписьменності; створення фондів лікнепу, видання програм, букварів та книг для малописьменних. На початковому етапі видавнича робота проводилася слабко, зокрема, 1922 року видано лише 2,2 тис. примірників навчально-методичної літератури, тоді як понад 100 тис. примірників було отримано з РСФРР. ВУНКЛН також координувала діяльність тих осіб, що брали участь у ліквідації неписьменності, вела облік неписьменних і малописьменних, організовувала проведення культурних походів. Співпрацювала з місцевими органами влади, товариством «Геть неписьменність», профспілками, комсомолом, армійськими організаціями. 1930 року ліквідована.